# Vévé
A vévé (más írásmóddal vèvè, veve vagy vevè) egy vallási jelkép, amelyet az afroamerikai vallásokban, főleg a haiti vuduban és a louisiana-i vuduban gyakran használnak. A vévé "jelzőfényként" szolgál a loa (lva, Iwa) számára, a rituálék során a loa megjelenítésére szolgál.
A vévé nem tévesztendő össze a palóban használt patipemba-ákkal, sem az umbandában és a quimbanda-ban használt pontos riscados-okkal, mivel ezek különálló afrikai eredetű vallások.

## Történelem
Lehetséges, hogy a kongó nép kozmogramja, vagy a nyugat- és közép-afrikai igboid és ekoid nyelvek leírására használt nsibidi írásrendszer jeleiből alakultak ki a vévé szimbólumok. 

## Funkció
Milo Rigaud szerint "A vévék az asztrális erőket ábrázolják... A Vodou szertartások során a vévék az asztrális erőket jelképezik. Ez arra kényszeríti az lva-t, hogy leereszkedjen a földre."
Minden loának megvan a saját egyedi vévéje, bár területi különbségek miatt egyes esetekben ugyanazon loának különböző vévé-jei vannak. Általában áldozatokat és ajándékokat helyeznek rájuk, leggyakrabban ételt és italt.

## Ismertető
A vallási szertartások során a veve-t általában úgy rajzolják a földre, hogy valamilyen porszerű anyagot szórnak rá, általában kukoricalisztet, búzalisztet, fakérget, vörös téglaport vagy puskaport, az anyag teljesen a rituálétól függ. A haiti voduban kukoricaliszt és fahamu keverékét használják.
A vèvè-k szimbolikával jelzik, hogy melyik szellemet hívják - például Papa Legba vèvèjének központi eleme egy sétapálca, hogy jelezze vidám, nagypapa-szerű viselkedését. A loák jelképei mellett olyan jelek is részei a vévének, amelyek a jelképet elkészítő személy apai és anyai ági kultúráját tükrözik, információt szolgáltatva az ősökről. Általában áldozatokat is adnak; a louisiana-i vuduban ez egy csésze kávét vagy a szellemhez kapcsolódó édességeket jelent.
A loa jelképét a veve központi részébe kell belerajzolni.
A veve készülhet szitanyomatként, festményként, varráként (patchwork), falikárpitként, szerepelhet műtárgyakon vagy transzparenseken.

## Példák

Ayizan vévéje
Baron Samedi vévéje
Brigitte mama vévéje
Damballah Weddo vévéje
Papa Legba vévéje
Ogoun vévéje

## Fordítás
- Ez a szócikk részben vagy egészben  a   Veve című angol Wikipédia-szócikk ezen változatának fordításán alapul.  Az eredeti cikk szerkesztőit annak laptörténete sorolja fel. Ez a jelzés csupán a megfogalmazás eredetét és a szerzői jogokat jelzi, nem szolgál a cikkben szereplő információk forrásmegjelöléseként.